# 象潟地震
象潟地震（きさかたじしん）は、江戸時代後期、文化元年6月4日夜四ツ時（1804年7月10日22時ごろ）に出羽国を中心として発生した津波を伴った大地震である。
地震の約3年前の享和元年7月2日（1801年8月10日）には鳥海山が東側斜面から噴火を開始し、1804年頃まで活動を続け、享和岳（新山）と呼ばれる溶岩円頂丘を形成した。また、『田中又右衛門聞書』には地震発生とほぼ同時刻の状況として「四日夜四ツ時、鳥海山鳴事雷の如し、等しく地震」と記録されている。

## 地震の記録

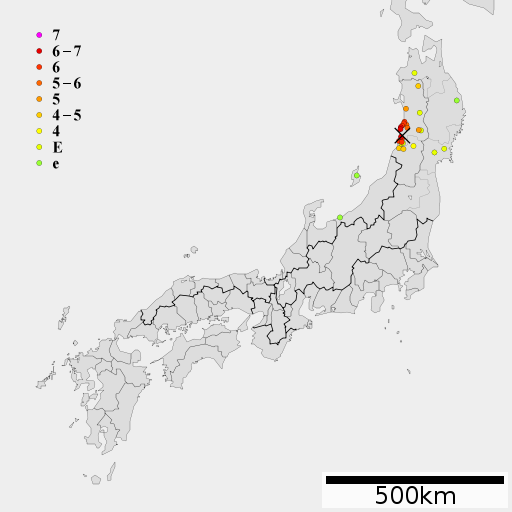
象潟地震の震度分布

この年の5月下旬頃からこの付近で鳴動があり、象潟内陸部の長岡、小瀧では地震前に井戸の水位低下や水の濁りがあったという。『金浦年代記』には夜四ツ時、大地が2、3尺持上げられたように感じられた直後、激しい揺れに襲われたとある。地震は多くの人々が就寝中の夜の発生であったため、潰家の下敷きとなり犠牲者を出す結果となった。
近江八幡でも有感であったとする史料も存在し、酒田、鶴岡では6月中余震が続いた記録がある。6月6日朝五ツ時（7月12日8時頃）の余震は強く、酒田で潰家15軒、津波も生じた。

### 地震像
近代的な観測記録が存在しない歴史地震であるため、この項の数値は不確定性を含む。
河角廣はMK = 4.5としてマグニチュード M = 7.1を与えていた。震度分布から M = 7.3 あるいは震源断層モデルから Mw = 7.5 との推定もあり、宇佐美(2003)は M = 7.0 ± 0.1 としている。
発震機構は地殻変動や津波による推定から、象潟の十数km沖で海岸線にほぼ平行した長さ約42kmの高角逆断層の変位が生じたものと推定されている。

## 被害
由利郡、飽海郡、田川郡で特に被害が著しく、本荘城では櫓、門、塀、石垣が大破し、本荘藩、庄内藩領内周辺では潰家5500軒余（内本荘領1770軒、庄内領2826軒）、死者366人（内本荘領161人、庄内領150人）の被害となり、幕府は本荘藩主六郷政速に金2千両を貸与した（『文化日記』）。象潟（現・にかほ市象潟地区）、遊佐（現・遊佐町）、酒田などでは地割れ、液状化現象による噴砂が見られ、象潟、遊佐付近では家屋の倒壊率が70%に達した。
液状化による泥水の噴水が各地で見られ、小出村（現・にかほ市）では地割れから硫黄臭のする泥水が吹き上げた。酒田では四五尺程までに地が裂け、泥を吹上げ五尺余（1.5m以上）の深さの泥海となり（『宝暦現来集』）、鶴岡では井戸で水鉄砲の様に水が一丈余（3m以上）も吹出した（『東野其抄録』）。
羽黒山では灯籠が倒れ、『宝暦現来集』によれば蚶満寺は大寺であるが1丈余も震込んで砂に埋ったという。
| 地域                                                      | 推定震度 |
| --------------------------------------------------------- | --- |
| 羽後                                                      | 大館(4-5), 角館(S), 秋田(5), 湯沢(5), 稲川(E), 由利(5-6), 矢島(5-6), 本荘(6), 西目(6), 仁賀保(6), 金浦(6-7), 象潟(6-7), 遊佐(6-7), 酒田(6), 荒瀬(6), 平田(6), 余目(S), 松山(E) |
| 羽前                                                      | 鶴岡(4-5), 羽黒(4-5), 新庄(4) |
| 東山道                                                    | 弘前(S), 岩泉(e), 登米(E), 古川(E) |
| 北陸道                                                    | 佐渡(e), 糸魚川(e) |
| S: 強地震(≧4), E: 大地震(≧4), M: 中地震(2-3), e: 地震(≦3) | |

## 津波
地震後、一旦海水が引き、その後津波が襲来して芹田（現・にかほ市仁賀保地区）の白雪川や吹浦川を遡上した。金浦（現・にかほ市金浦地区）では大雨と津波遡上が重なって河川が溢れ、港が被害を受けた。津波は象潟やその南に位置する関村（有耶無耶の関跡との説がある）では4 - 5m、吹浦で4m、仁賀保で3 - 4m、酒田で3 - 3.5mの高さがあったものと推定されている。酒田では新井田川河口付近から遡上し、市内は水が溢れ深さ3尺余（約1m）浸水し、田畑にも汐が入り荒廃した。
津波の規模は地震の規模に対して相対的に大きく、今村・飯田の規模ではm = 1.5と見積もられ、波源域の長さも南北約60kmに達していたと推定されている。

## 地殻変動

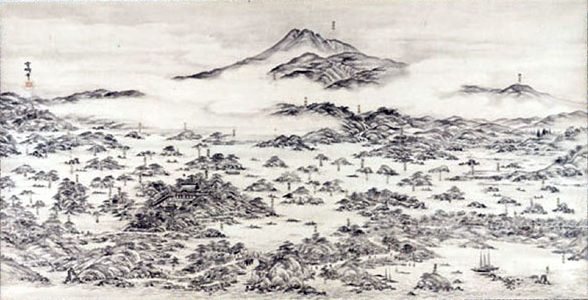
象潟古景図。隆起前の景色を伝える。

象潟を中心に出羽国の沿岸が南北約25kmに渡って隆起し、芦田0.9m、金浦1.3m、象潟2.0m前後、川袋1.25m、吹浦0.9mの隆起量であった。この隆起で南北約2kmの象潟湖の大部分が陸地化し、一部沼地となった。この隆起で新たに形成された水田は、新田と呼ばれている。現在象潟海岸にある高さ4.3mの唐戸石は、地震前は大部分が海中にあった。一方で象潟の内陸側の小瀧では1m沈降している。

## 『雷電日記』が報告する象潟地震の惨状
江戸時代の名大関・雷電爲右エ門が象潟地震の2ヶ月後に象潟を訪れており、その時の様子を『諸国相撲和帳』、俗に『雷電日記』と呼ばれる旅日記に記録している。この日記は寛政元年（1789年）から文化12年（1815年）まで書き綴っていたもので、主たる内容は「何処で興行し、どのような収支となったか」であり、雷電の私事を記述していない。にもかかわらず記録されている象潟地震の報告は、雷電が受けた衝撃の大きさを物語る。
以下にその内容を引用する（日付はすべて旧暦）。